# Back to Mine
Back to mine is een compilatiereeks die wordt uitgebracht op een gelijknamig sublabel van Disco Mix Club. Diverse populaire dj's en danceacts werd gevraagd een aflevering samen te stellen. De serie werd in 1999 in het leven geroepen als het Britse antwoord op de DJ Kicks-albums van het Duitse Studio !K7-label. De compilatie werd samengesteld op basis van de vraag wat een artiest na een nacht uit thuis zou opzetten. Dat resulteerde in cd's met tracks uit zeer uiteenlopende genres. Het eerste deel verscheen in februari van 1999 en was van Nick Warren. Aanvankelijk stond er op de cover een foto van de desbetreffende artiest. Vanaf het deel van Everything But The Girl werden de covers echter voorzien van een cartooneske tekening. De meeste cd's bestaan uit losse tracks. Incidenteel is er sprake van een mix zoals op de aflevering van Underworld. De reeks stopte in 2008. In 2019 werd Back to mine vanwege het 20-jarige bestaan nieuw leven ingeblazen. 

## Afleveringen
- Volume 1 – Nick Warren (1999)
- Volume 2 – Dave Seaman (1999)
- Volume 3 – Danny Tenaglia (1999)
- Volume 4 – Groove Armada (2000)
- Volume 5 – Faithless (2000)
- Volume 6 – Everything But The Girl (2001)
- Volume 7 – Morcheeba (2001)
- Volume 8 – Talvin Singh (2001)
- Volume 9 – MJ Cole (2002)
- Volume 10 – Orbital (2002)
- Volume 11 – New Order (2002)
- Volume 12 – The Orb (2003)
- Volume 13 – Underworld (2003)
- Volume 14 – Tricky (2003)
- Volume 15 – Audio Bullys (2003)
- Volume 16 – Death in Vegas (2004)
- Volume 17 – Richard X (2004)
- Volume 18 – Lamb (2004)
- Volume 19 – Carl Cox (2004)
- Volume 20 – Pet Shop Boys (2005)
- Volume 21 – Adam Freeland (2005)
- Volume 22 – Roots Manuva (2005)
- Volume 23 – Liam Prodigy (2006)
- Volume 24 – Mercury Rev (2006)
- Volume 25 – Röyksopp (2007)
- Volume 26 – Bugz in the Attic (2007)
- Volume 27 – Guillemots (2007)
- Volume 28 – Krafty Kuts (2008)
- Volume 29 – Nightmares On Wax (2019)
- Volume 30 - Jungle (2019)
- Volume 31 - Fatboy Slim (2020)